# The Way I Am (Ingrid Michaelson)
The Way I Am è il primo singolo della cantautrice americana Ingrid Michaelson, contenuto nell'album Girls and Boys.
Il singolo fu presentato durante la prima apparizione televisiva della cantante nello show Last Call with Carson Daly.
Nella nona edizione del programma American Idol la finalista Didi Benami ha realizzato una cover di questo brano.

## Video
Il video del brano ha avuto un grande successo, superando 9 milioni di visualizzazioni su youtube.

È diretto da Autumn de Wilde e vede l'apparizione dell'allora amico, oggi marito di Ingrid Greg Laswell.

## Classifiche
| Classifica                                   | Posizione raggiunta |
| -------------------------------------------- | ------------------- |
| Canadian Hot 100                             | 51                  |
| German Singles Chart                         | 73                  |
| U.S. Billboard Hot 100                       | 37                  |
| U.S. Billboard Hot Adult Contemporary Tracks | 2                   |